# フェルナンド・マルヴェッツィ
フェルナンド・マルヴェッツィ（Fernando Malvezzi, 1912年10月22日 - 2003年4月21日）は、イタリア空軍の軍人。第二次世界大戦時のイタリア空軍のエース・パイロットの1人である。

## 生涯

### 出生から学生の時期
1912年10月22日、イタリアパルマ県のノチェートに生まれた。幼少より直情径行な面はあったが、意志が強く勝気な性格であったという。学生の頃は勉学よりスポーツに打ち込み、医学を学ぶために大学に入学したものの中退し、イタリア王国空軍の操縦士官に応募した。

### イタリア空軍入隊後
1935年に操縦資格を取得、第3航空団第85飛行隊に配属となった後、第116飛行隊の配属となり、偵察機の乗員としてエチオピア侵攻作戦に参加した。この際の実戦経験から空軍パイロットへの憧れを持ち、帰国後は正規任官を目指してフィレンツェの空軍学校へ入学して課程を終えると、教官としてフォリーノ飛行学校に配属となった後、第85飛行隊に配属された。
第二次大戦開戦直前に「変人（Picchiatello）」というあだ名で呼ばれていた急降下爆撃機の操縦士に選ばれ、グラーツにあるドイツ空軍急降下爆撃学校に派遣となり、シュトゥーカの飛行訓練を行った。この訓練は期間は短かったものの、密度の高いものであり、終了後は独立第96急降下爆撃航空群に配置されたシュトゥーカ（Ju87 B-2、Ju87 R-2）の最初の操縦士の1人に選ばれている。
中尉となったマルヴェッツィは第236飛行隊長に仮任命となり、1940年9月のマルタ島とその周辺の目標をイタリア軍のシュトゥーカ部隊が攻撃した際に、初めてシュトゥーカで実戦に参加した。同年10月から翌1941年1月にかけてギリシャ戦線で戦った後、カステルベニートへと移動した。そこで北アフリカ海岸沖のイギリス海軍の艦船攻撃に頻繁に参加し、1941年1月10日にマッツェイ曹長、クレスピ軍曹と共にイギリスの巡洋艦サウサプトンに250kg爆弾を命中、大破させた。翌日の軍広報は、マルヴェッツィ、マッツェイ、クレスピの「変人」3機小隊が巡洋艦に命中させたことを紹介している。
その後、トブルク港に対しての重要な作戦行動に参加したが、4月11日にシュトゥーカで攻撃中に対空砲火を浴びてエンジンに被弾し、不時着したものの軽傷で済んだ。2日後もシュトゥーカで出撃、航空日誌によればトブルク港の船舶に爆撃を行い、1隻に命中させたという。

### 戦闘機パイロットへの転身
休暇を取り帰国した後、1941年7月28日に第4航空団第9航空群第96飛行隊に転属となり、爆撃機から戦闘機のパイロットに転身した。当時の同隊はマッキ フォルゴーレに機種改変が進んでおり、それまでシュトゥーカに乗っていたマルヴェッツィはフォルゴーレに惚れ込んだ。回想によれば、高度7000mまでは空の王者であり、それより高空ではスピットファイアに分があったという。
同年11月22日にマルタ上空でハリケーンを2機撃墜し、戦闘機に乗り変わってから初めての戦果を挙げた。翌日には部隊がリビアに移動し、短期間ではあるが作戦行動を行い、激しい戦闘があった。マルヴェッツィは11月26日にP-40を1機撃墜し、12月1日にもP-40を1機撃墜している。3週間後に部隊は本国に戻った。
1942年4月、部隊は枢軸軍によるマルタへの新たな作戦のため、シチリアへ移動したが、5月にはトリポリへ、さらに6月末には遥か東方のエジプトのフカへ移動した。この間にマルヴェッツィは大尉となり、第97飛行隊の隊長となった。そして6月8日から10月20日の間にP-40を4機、スピットファイアを1機、メリーランドを1機、計6機を撃墜した。しかし、戦闘中エンジンに被弾してしまい砂浜に不時着、顔面に重傷を負ってイタリア本国に送還された。回復は早く、12月には原隊に復帰することができた。その1ヵ月後に部隊はアフリカを離れ、6月にはシチリアへ、7月にはイタリア本国と移動を重ねた。ここでマルヴェッツィはマラリアになり、療養を余儀なくされた。

### 終戦・戦後
その後、イタリア社会共和国国民空軍（ANR）に参加し、第III戦闘航空群の指揮官に任命されたが、実戦に出ることなく終戦を迎えた。
生涯撃墜数は10機で、協同撃墜数は不明。武功白銀勲章を3度、武功青銅勲章、ドイツ二級鉄十字章をそれぞれ受章している。
戦後はトラック運送事業で成功した。また、パルマ飛行クラブに所属して自家用飛行機を所有して飛ばしていたという。